# 沈达威
沈达威（1984年8月24日—），中国配音演员、配音导演，音熊联萌成员之一。
配音作品有动画大电影《龙之谷：破晓奇兵》，《龙珠Z 复活的弗利萨》，游戏《疾风之刃》《古剑奇谭三》，动画《王牌御史》，《爱神巧克力》《中国惊奇先生》，《围棋少年》系列等。

## 主要经历
- 幼时因参加演讲比赛，结识了上海美术电影制片厂的资深配音导演韦启昌，由此开始接触配音。
- 2001年，参加《我为歌狂》的动画声优选拔，获得饰演石小松（Cookie）的机会。
- 2007年，电视动画《秦时明月》为项少羽配音。
- 2013年，与谢添天、冯骏骅、夏磊等共同成立音熊联萌配音工作室。
- 2014年，动画电影《龙之谷：破晓奇兵》为兰伯特配音。
- 2015年，网络动画《择天记》为陈长生配音。
- 2016年，网络动画《太乙仙魔录之灵飞纪》为朱允炆配音。
- 2017年，网络动画《天谕》为小洛配音。

## 导演作品
2015年
- 《爱神巧克力ING》

2017年
- 《爱神巧克力ING 第二季》
- 《斗破苍穹》《斗破苍穹特别篇》

2018年
- 《斗破苍穹 第二季》《星辰变》

2019年
- 《萌妻食神》
- 《斗破苍穹特别篇2：沙之澜歌》《斗破苍穹 第三季》

2020年
- 《大话之少年游》

2021年
- 《斗破苍穹 第四季》《斗破苍穹特别篇3：三年之约》

2022年
- 《斗破苍穹：缘起》《测不准的阿波连同学》

## 配音作品
- 主要角色以粗体显示。

### 动画剧集
1996年
- 球球————《狮子王》（意大利）

2001年
- ————《我为歌狂》

2005年
- 黑木————《围棋少年》

2006年
- ？————《布兰迪和他的怪物》

2007年
- 项少羽————《秦时明月之百步飞剑》
- 赖兵兵————《乒乓旋风》
- ？————《百变宝贝》

2008年
- 项少羽————《秦时明月之夜尽天明》
- ？————《急电小信使》
- 桃乐比、山羊爷爷————《可爱巧虎岛》（日本）

2009年
- 豆丁————《神奇的游戏》
- 阿酷————《无不想》
- 黑木————《围棋少年2》
- 小山————《恐龙宝贝之龙神勇士》
- ？————《月亮大马戏团》
- 牛魔王————《小牛向前冲》
- 托比————《高米迪》

2010年
- 项少羽————《秦时明月之诸子百家》
- 盖聂、大铁锤、苍狼王————《秦时明月之笑闯江湖》
- 午马————《晶码战士》
- ？————《星达丘快乐学园》
- 火箭侠————《蜘蛛侠》（美国）
- ？————《樱桃小丸子》（日本）

2011年
- 灰枝————《兔子帮》
- 南路易————《经济学园》
- 南伢子————《安源小子》
- 豆丁————《神奇的游戏之智慧少年组》
- 羽————《恐龙宝贝之龙神勇士2》
- 上官狼、蒋麦————《超蛙战士之星际家园》
- 菜鸟————《马达加斯加的企鹅》（美国）

2012年
- 项少羽————《秦时明月之万里长城》
- 咖喱、小狐狸老师————《幸福小镇》
- ？————《今童王世界》
- ？————《云彩面包》
- ？————《水木娃娃：探索宇宙之谜》
- 羽————《恐龙宝贝之龙神勇士3》

2013年
- 东名、杰克————《死灵编码》
- 王大发————《超神游戏》
- 亚米————《幸福小镇 第二季》
- 毛志强————《撸时代》
- 流风————《高铁英雄》
- ？————《布袋小和尚》
- 托尼————《少年钢铁侠》（美国）
- 米开朗基罗————《忍者龟》（美国）
- 小幻————《小幻与冲冲》（美国）

2014年
- 项少羽————《秦时明月之君临天下》
- 罗阻————《纳米核心》
- 孟秦————《端脑》
- 叶言————《王牌御史》
- 舍友丙————《妖怪名单》
- ？————《莫麟传奇2》
- ？————《面具战士》
- 爱德文、王珂、夏木————《小花仙》
- 灰枝————《兔子帮 第二季》
- 大眼睛————《麦酷狮历险记》
- 羽————《恐龙宝贝之失落的文明》
- 张肉、陈警官————《中国惊奇先生》

2015年
- 陈长生————《择天记》
- 江浩一————《爱神巧克力ING》
- ————《云彩面包 第二季》
- ————《捏捏大爆炸》
- 北林————《星学院》
- 菜鸟、艾利克斯————《马达加斯加的企鹅 第三季》（美国）
- 野猪————《功夫熊猫：至尊传奇 第二季》（美国）

2016年
- 陈长生————《择天记 第二季》
- 龙易（朱允炆）————《太乙仙魔录之灵飞纪》
- 姜礼————《女娲成长日记》
- 张小侯————《全职法师》
- 周小安————《戒魔人》
- 北林、噜咻————《星学院II月灵手环》
- 罗阻————《纳米核心 第二季》
- 方若————《麻神》
- 桃乐比、山羊爷爷、小蜗————《可爱巧虎岛 第二季》（日本）

2017年
- 江浩一————《爱神巧克力ING 第二季》
- 小洛————《天谕》
- 张小侯————《全职法师II》
- 朱允炆————《太乙仙魔录之灵飞纪 第二季》
- 连凯、逗号————《CMFU学院:绅士击击剑》
- 呆呆————《枪娘!FIRE》

2018年
- 刘傍————《白夜玲珑》
- 凌遥————《观海策》
- 白狼————《西行纪》
- 秦羽————《星辰变》
- 张小侯————《全职法师III》
- 魔星————《斗破苍穹 第二季》
- 兵卫————《魔法少女 俺》（日本）
- 中尾椿————《鹿枫堂》（日本）
- 藤井莲、罗特斯————《神怒之日》（日本）

2019年
- 青槐————《仙剑奇侠传：幻璃镜》
- 赫连景————《萌妻食神》
- 吴云————《武动乾坤》
- 风系斗王————《斗破苍穹特别篇2：沙之澜歌》
- 数据终端————《异常生物见闻录》
- 张果果、松鼠侠————《三只松鼠之松鼠小镇》

2020年
- 张小侯、灰三————《全职法师IV》
- 洛冰河————《穿书自救指南》
- 数据终端————《异常生物见闻录 特别篇》
- ————《我为歌狂之旋律重启》
- 桃乐比、琪琪爸爸、小可————《巧虎探索奇妙世界》
- 张果果、松鼠侠————《三只松鼠之松鼠小镇 第二季》

2021年
- 少羽————《新秦时明月之百步飞剑》
- 朱离、南极帝君————《太乙仙魔录之地煞万象》
- 张小侯————《全职法师 第五季》
- 赫连景————《萌妻食神2再结良缘》
- 茂总————《还击45秒》
- 广陵散————《山河剑心》
- 木瑄————《搜玄录之宸灵纪》
- 胡建————《蜀山奇仙录》
- 尉迟京————《游侠战纪》
- 高桥老师、相扑男————《理科生坠入情网，故尝试证明。》（日本）

2022年
- 华宗、腾儡————《武动乾坤 第三季》

### 动画电影
1996年
- 安弟————《玩具总动员》（美国）

2005年
- 小男孩————《极地特快》（美国）

2013年
- 细长斯基————《辛巴达历险记2013》
- 坦克————《疯狂原始人》（美国）

2014年
- 兰伯特————《龙之谷：破晓奇兵》
- 东风————《聪明的一休之反斗公主》
- 麦咭————《81号农场之疯狂的麦咭》
- 辛巴达爸爸————《辛巴达历险记2》
- 小帕————《飞机总动员》（美国）

2015年
- 多多、艾尔、瑞琪————《摩尔庄园3：魔幻列车大冒险》

2016年
- 罗杰————《冰川时代5》（美国）
- 男同学————《秒速5厘米》（日本）
- 孙悟空————《龙珠Z：复活的弗利萨》（日本）

2018年
- 孙伍元————《大闹西游》
- 路人————《肆式青春》
- 小金井慎二————《黑子的篮球：终极一战》（日本）

2019年
- 桃乐比————《巧虎大飞船历险记》
- 绿谷出久————《我的英雄学院：两位英雄》（日本）

2021年
- 桃乐比、大勇————《巧虎魔法岛历险记》
- 爱德文、少年西蒙、白泽————《小花仙：奇迹少女》

### 游戏
单机游戏
- 凌星见、凌星曜————《古剑奇谭三》
- 孙祖明————《隐形守护者》
- 修补匠————《魔兽争霸3：重制版》

网络游戏
- 波拿巴————《第九大陆》
- 双枪男————《枪神纪》
- 银角大王、小钻风————《斗战神》
- ？————《寻仙》
- 程宏、高峰————《剑灵》
- 男魔法师————《地下城与勇士》
- 帕帕力莫、尤尤哈塞————《最终幻想14》
- 天武僧————《疾风之刃》
- 小七————《大唐无双2》
- 少羽————《秦时明月》
- 唐三十六————《择天记OL》
- 公孙剑、齐落竹————《天涯明月刀OL》
- 聆寒————《天下3》
- 小洛————《天谕》
- ？————《新倩女幽魂》
- 剑侠客————《网易全明星》
- 小飞————《传奇永恒》
- 火线军士————《最终兵器》
- 江小猪————《勇者大冒险》
- 王小石、小背篓、裘进、乖乖、惟楚、范小武、裘财、傅威、嵬名行云、王文思———《逆水寒》
- 乐天星、钱翊、阳季、陆珍九、叶扶香————《古剑奇谭网络版》
- 丁君————《剑网3》
- 维尔姆————《巫师之昆特牌》
- 艾拉兹敏————《魔兽世界》

手机游戏
- 耶比托·乔巴斯————《炉石传说》
- 鬼谷子————《王者荣耀》
- 卢卡斯————《天天炫斗》
- 瑞曼、迈洛————《全民超神》
- 阿里巴巴————《永恒文明》
- 奥佐————《虚荣》
- 爱德华————《天魔幻想》
- 赵云、罗阻————《三国罗曼史》
- 李凡————《元气偶像季》
- 尤塞塔————《夏目的美丽日记》
- 赛门、霍普、阿比斯————《王与异界骑士》
- 宋屿寒————《天下》
- 青槐————《仙剑奇侠传：幻璃镜》
- 德鲁————《剑与家园》
- 奈索斯、乔————《光影对决》
- 小鹿男————《决战平安京》
- 观音、纣王、黑无常————《元气封神》
- 铁二蛋————《海上牧云记》
- 昭飞、宁不劫————《一梦江湖》
- 麒麟公子————《轮回诀》
- 甜豆花、咸豆花、辣子鸡————《食之契约》
- 杜泽————《妖神记》
- 景逸————《半世界之旅》
- 谢玄————《山海异闻录》
- 格林兄弟————《最终王冠》
- 美国威士忌————《酒灵物语》
- 月染————《七色》
- 项少羽————《秦时明月世界》
- 一修————《绘真妙笔千山》
- 叶言————《王牌御史》
- 罗伊————《时之歌》
- 蜂蜜柚子————《茗心录》
- 唐青团————《天涯明月刀》
- 爱德华————《云想之歌》
- 时墨————《闪耀暖暖》
- 王小石————《遇见逆水寒》
- 鲛————《云梦四时歌》
- 冰夷·河伯————《神都夜行录》
- 陈子涵、汉梅尔————《时空中的绘旅人》
- 鹤九————《古剑奇谭木语人》
- 陆明————《仙剑奇侠传：九野》
- 糯米八宝鸭————《食物语》
- 男主角、陆逊————《三国志幻想大陆》
- 林子墨、赵飞————《未定事件簿》
- 亚历克斯————《少女的王座》

### 有声漫画
- 虎子————《山海师》
- 流云————《光影对决》
- 野鬼————《时之歌：暮日醒觉诗》
- 罗砷式————《神赐予我这样尴尬的超能力究竟有什么用》
- 胡亥————《哑舍》

### 广播剧
- 小丑————《奥术神座》
- 谷天璇————《有匪》
- 扬————《八号登机口》
- 支冷————《杀戮秀》
- 狄恩————《言灵童话》
- 万达————《伪装学渣》
- 太子、叶扶香————《蓬山无路》古剑奇谭网络版角色广播剧
- 陈恭、乐安————《千秋》
- 黎觞羽(少年)————《天雨劫红》古剑奇谭网络版天玄教前史广播剧
- 路星月————《暗界神使 第二季》
- 风皇————《双杀》
- 蝎子————《天涯客》
- 白狼————《西行纪》
- 小白————《我行让我来》
- 桃乐比、小可、巧虎爷爷、琪琪爸爸、山羊爷爷————《可爱巧虎岛》
- 潘彦————《月亮奔我而来》
- 小张————《跨界演员》

### 有声书
- 孔雀王————《遮天》

### 特摄剧
2008年
- 司南————《金甲战士》

2010年
- 李昊天 / 戈尔法————《铠甲勇士刑天》

2012年
- 王大空（阿空） / 赤猿卫————《巨神战击队》

2014年
- 渡会健太————《银河奥特曼》（日本）

2015年
- 渡会健太、艾克塞拉————《银河奥特曼S》（日本）

### 电影
2017年
- 内德·利兹————《蜘蛛侠：英雄归来》（美国）

2019年
- 内德·利兹————《蜘蛛侠：英雄远征》（美国）

#### 其他
- 科比、翼剑(日版名为音速爆弹)————《变形金刚：塞伯坦传奇》（美国）
- 有马总一郎————《他和她的故事》
- 雷欧————《森林大帝》（日本）

## 音乐作品
2021
- 《一味相传》————手机游戏《食物语》文物联动群像曲